# Acerentulus alni
Acerentulus alni är en urinsektsart som beskrevs av Andrzej Szeptycki 1991. Acerentulus alni ingår i släktet Acerentulus och familjen lönntrevfotingar. Inga underarter finns listade i Catalogue of Life.